# Воллемия
Волле́мия (лат. Wollémia) — род хвойных деревьев семейства Араукариевые, включающий единственный вид — волле́мия благородная (лат. Wollémia nóbilis). В природе была обнаружена в 1994 году в Австралии, в национальном парке Уоллеми.
Воллемия является одним из самых древних растений на Земле, оно было распространено в юрский период и считалось вымершим миллионы лет назад, пока сотрудник парка Дэвид Нобл случайно не нашёл около сотни деревьев. В честь него и был назван этот вид (слово nobilis также значит «благородный»).

## Биологическое описание
Вечнозелёное дерево высотой 25—40 м. Ветви первого порядка почти никогда не образуют боковых побегов. Побеги первого порядка заканчиваются мужской или женской шишкой. После созревания семян ветка отмирает. То же происходит и с ветками, которые не образовали шишек. Новые ветви образуются из спящих почек на главном стволе. Кора коричневая губчатая, пробкообразная.
Листья плоские, длиной 3—8 см, шириной до 0,5 см. Расположены спирально, но сдвинуты так, что образуют два или четыре ряда. Цвет изменяется от зеленовато-лимонного у молодых деревьев до оливково-жёлтого у взрослых. Зрелые листья плотные, восковидные.
Женские шишки — светло-зелёные, мужские — коричневые цилиндрические.
Филогенетические исследования помещают воллемию и агатис в одну кладу в семействе Араукариевые..

## Открытие

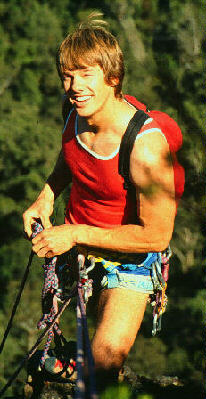
Дэвид Нобл — открыватель воллемии

Деревья обнаружил Дэвид Нобл (англ. David Noble), сотрудник Управления национальными парками и заповедниками Нового Южного Уэльса, во время экскурсии в Национальном парке Wollemi в каньоне глубиной более 500 метров.
Сначала была обнаружена небольшая группа из 40 деревьев — 23 взрослых дерева, 16 молодых и одно поваленное (длиной 40 метров и диаметром ствола 3 метра). Деревья росли на площади 5 тысяч квадратных метров. Вторая группа из 17 деревьев была найдена примерно в километре вверх по каньону, и ещё три взрослых дерева в соседнем каньоне на высоте 40 метров в ущелье 150-метровой глубины.
Древесина имеет четкие годовые кольца, что позволяет сделать приблизительную оценку возраста отдельных стволов. Так оценки возраста упавшего сорокаметрового ствола находятся в пределах 400 лет. Измерения годовых колец показали, что средний годовой прирост составляет примерно 2 мм, но может варьироваться в зависимости от доступа к необходимым  для роста ресурсам, как то вода, почва и свет. Было обнаружено три возрастных когорты среди измеренных побегов, чей возраст оценивался от 50 до 180 лет, однако есть высокая вероятность того, что существовал период медленного роста в несколько десятков лет, когда побег был маленьким, что может увеличить общий возраст каждого из стволов. Так как нет способа определить, в каком возрасте дерево пустило побег, невозможно определить возраст каждого отдельного дерева. Текущая когорта взрослых деревьев могла занимать текущие территории более 1000 лет.
Группа учёных Австралийского национального университета (Канберра) с помощью метода «ДНК-фингерпринтинга» доказали, что деревья группы из 160 стволов  являются клонами, выросшими из корневой поросли друг друга. А сравнение ДНК групп деревьев из разных каньонов показали, что эти группы — всё, что осталось от более обширного леса.

## Сохранение вида
В целях сохранения вида ботаники национального парка Wollemi организовали продажу специально выращенных воллемий через аукцион. В 2005 году на первом аукционе в Сиднее было продано 292 дерева, цена составила от 2000 до 7000 австралийских долларов за ствол.
Вид занесён в Красную книгу (статус CR).

## Галерея

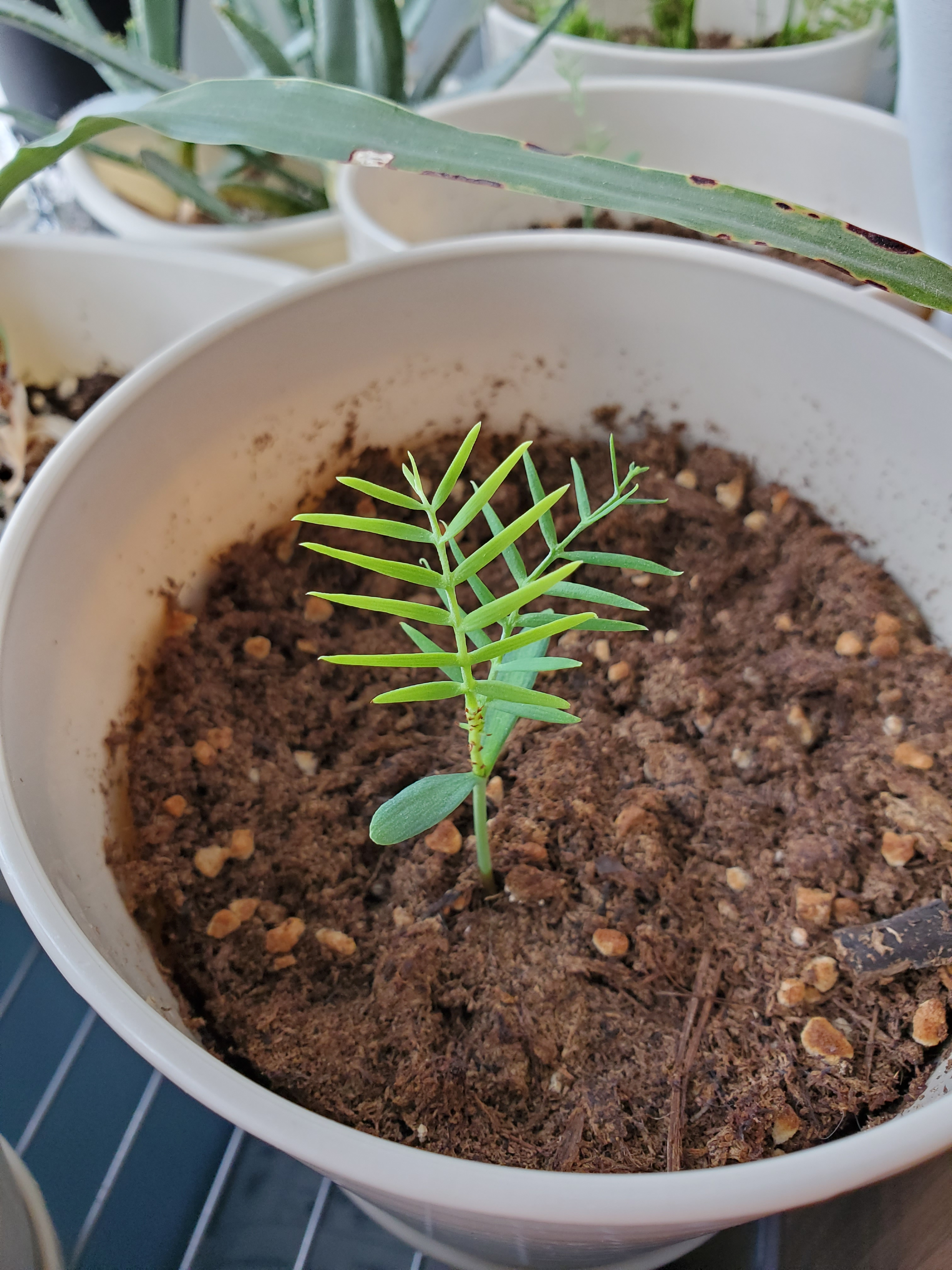
воллемия из семян

1. ↑  Crisp & Cook. Cenozoic extinctions account for the low diversity of extant gymnosperms compared with angiosperms. // New Phytologist. — 2011. — Vol. 192. — P. 997—1009.
2. ↑  Wollemia nobilis Wollemi Pine recovery plan. // 2007. - Vol.7.1. - P.11. Дата обращения: 4 июля 2020. Архивировано 16 января 2021 года.
3. ↑  Татьяна Дидусенко. Дерево времен юрского периода растет в Праге (недоступная ссылка)

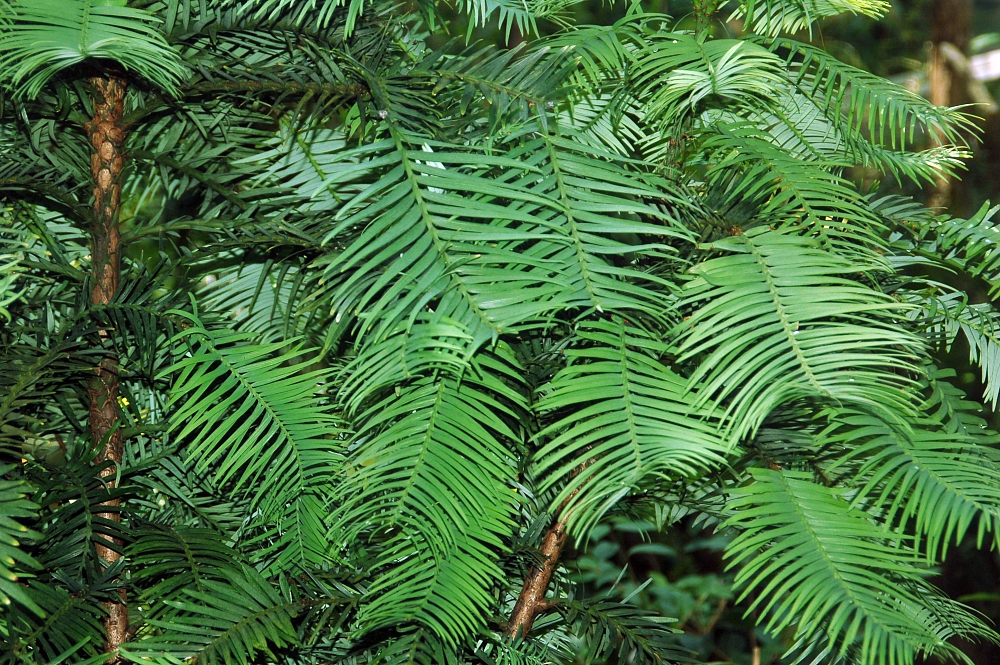
Воллемия благородная в ботаническом саду Palmengarten Frankfurt[нем.], Франкфурт-на-Майне, Германия
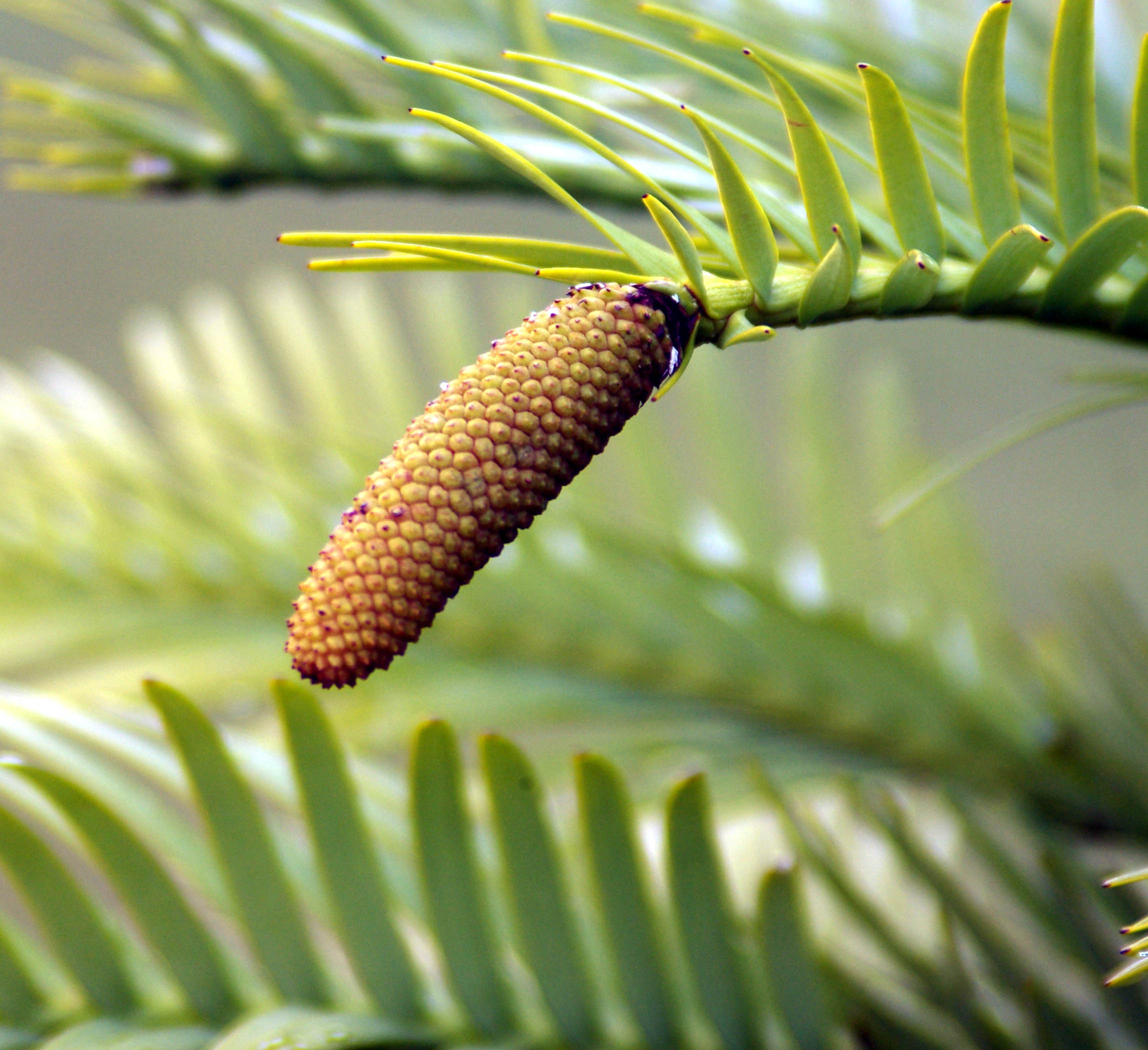
Молодая мужская шишка
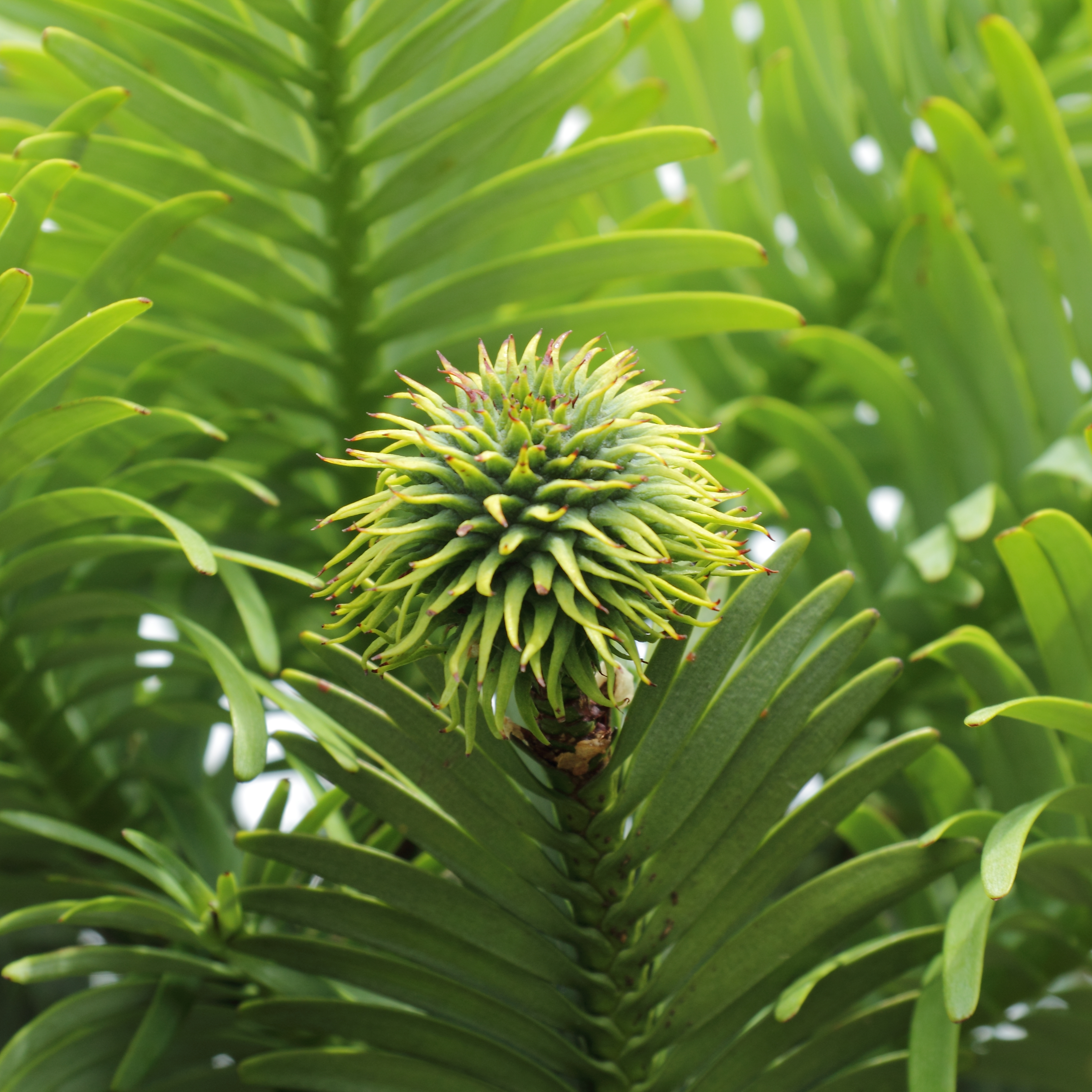
Молодая женская шишка